# Śremskie Stowarzyszenie Przyjaciół Teatru

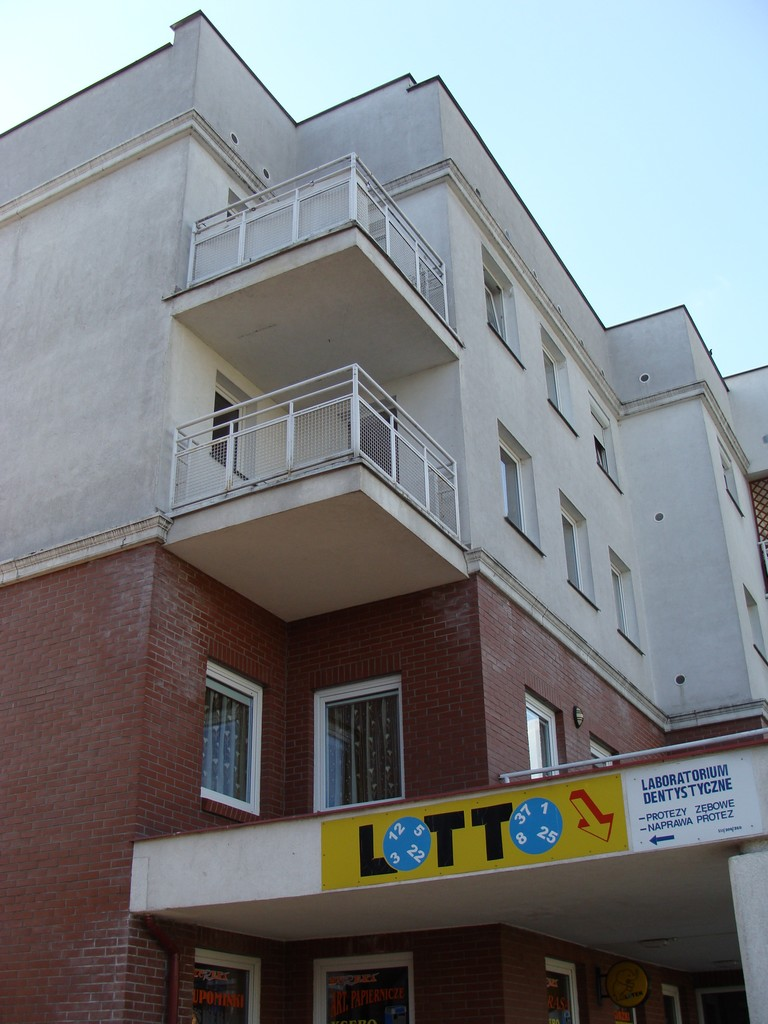
Blok mieszkalny na osiedlu Jeziorany, w którym znajduje się siedziba Śremskiego Stowarzyszenia Przyjaciół Teatru

Śremskie Stowarzyszenie Przyjaciół Teatru
Śremskie Stowarzyszenie Przyjaciół Teatru – lokalne stowarzyszenie kulturalne w Śremie, mające na celu upowszechnianie kultury teatralnej.

## Historia
Poprzednikiem Stowarzyszenia był Fan Club Teatru Polskiego w Poznaniu, działający przy klubie „Relax” Spółdzielni Mieszkaniowej w Śremie i skupiający się na współpracy z tym teatrem. Po rozwiązaniu Fan Clubu w 2001 r. 13 lipca 2001 r. utworzono nowe Śremskie Stowarzyszenie Przyjaciół Teatru, zarejestrowane w rejestrze stowarzyszeń Krajowego Rejestru Sądowego 14 sierpnia 2002 r. Od 17 marca 2009 r. Stowarzyszenie ma status organizacji pożytku publicznego.

## Działalność
Od początku działalności Stowarzyszenie realizuje swoje zadania statutowe poprzez wyjazdy na przedstawienia teatralne (obecnie przeważnie do teatrów w Poznaniu i Lesznie, dawniej też do teatrów w Kaliszu i Gnieźnie) oraz zaproszenia artystów i zespołów teatralnych wystawiających spektakle w Śremie, spektakle te odbywały się miejscowej restauracji „Relax”. Po wybudowaniu w 2019 r. sali widowiskowej Muzeum Śremskiego, które przejęło część działalności Stowarzyszenia, Stowarzyszenie koncentruje się na wyjazdach na przedstawienia do teatrów w innych miastach.
Siedziba Stowarzyszenia znajduje się w przy ul. Dezyderego Chłapowskiego 33 na osiedlu Jeziorany w Śremie. Prezesem Zarządu od 4 grudnia 2007 r. jest Hanna Grabowska. Jednym z działaczy i członków zarządu był też Jan Sip (1949–2019), odpowiedzialny za sprawy artystyczne i dobór repertuaru.